# Richard H. Weisberg
Richard Harvey Weisberg (geboren 24. Mai 1944)  ist ein US-amerikanischer Rechtswissenschaftler und Rechtshistoriker.

## Leben
Richard H. Weisberg studierte Literaturwissenschaft an der Brandeis University und wurde 1970 an der Cornell University promoviert. Danach wurde er Dozent an der University of Chicago. 1974 erhielt er zusätzlich einen Abschluss als J.D. (Juris Doctor) an der Columbia University, wo er auch zu den Herausgebern des  Columbia Law Review gehörte.
Weisberg arbeitete in Anwaltsfirmen in New York und Paris. Er hat Verfolgte des deutschen Nationalsozialismus und ihre Nachkommen rechtlich beraten. Weisberg hat eine Studie zur juristischen Verfolgung der Juden in Vichy-Frankreich vorgelegt und hat zu dem Thema mehrere Aufsätze veröffentlicht. Weisberg publizierte auch auf dem Gebiet Recht und Literatur.
Weisberg ist seit 1977 an der Benjamin N. Cardozo School of Law der Yeshiva University tätig, 1988 gründete er die Cardozo Studies in Law and Literature und wurde später Direktor der Holocaust and Human Right Studies. An der Wuhan-Universität ist er außerdem Honorarprofessor und hatte verschiedene Gastprofessuren an US-amerikanischen Universitäten. Weisberg war ein Guggenheim Fellow. Im Jahr 2008 wurde er als Ritter in die Ehrenlegion aufgenommen.

## Schriften (Auswahl)
- La faute idéale de roses Le thème de Hamlet dans la correspondance et les oeuvres de Mallarmé pendant les années 1859-1867.Ithaca, N.Y. 1967. M.A. Cornell University 1967
- Literature as negativity : ressentiment in Dostoyevski and Flaubert. von Richard Harvey Dissertation, 1970
- Vichy Law and the Holocaust in France. New York ; New York Univ. Pr., 1998 (auch in französischer Übersetzung, 1998)
- The Failure of the Word, When Lawyers Write. New Haven : Yale Univ. Press, 1984
  - Rechtsgeschichten : über Gerechtigkeit in der Literatur. Übersetzung Walter Popp. Nachwort von Bernhard Schlink. Berlin : Suhrkamp, 2013
- Poethics: and Other Strategies of Law and Literature. New York : Columbia University Press, 1992
- In Praise of Intransigence: The Perils of Flexibility.  Oxford : Oxford Univ. Press, 2014